# SIREN (SIONのアルバム)
『SIREN』（サイレン）は、1988年4月21日にBAIDIS（テイチク）から発売されたSION3枚目のオリジナル・アルバム。

## 解説
自身のバックバンド・THE NOIS（ザ・ノイズ）とのレコーディングによる、初アルバム。
LPレコード、カセットテープ、CDの3形態で発売。

## リリース変遷
2004年3月24日に再発。2008年8月27日、紙ジャケット・リマスタリング仕様で再々発（現在は廃盤）。

## 収録曲
全曲作詞・作曲：SION　編曲：THE NOIS
1. パニック (4:16)
2. ブーメラン (5:24)
3. サイレン (4:29)
4. ぞっとさせてくれるな (4:17)
5. 冬の街は (4:14)
  - PSY・Sのライブ・アルバム『TWO SPIRITS』にライブ・バージョンが収録。
6. お笑いさ (3:58)
7. 奇跡のバランス (4:55)
8. スクラップ (5:55)
9. バラ色の千鳥足 (6:16)

## 参加ミュージシャン
- SION：ボーカル、ハーモニカ
- THE NOIS
  - 松田文：ギター
  - 小山秀樹：ピアノ、オルガン、アコーディオン
  - チャールス清水：オルガン
  - 半田茂弥：ベース
  - 小野口直人：ドラム
  - スマイリー：サックス
- 岸本一遥：ヴァイオリン、マンドリン
- 高橋 "KAZ" 一範：ギター
- 花田裕之：ギター
- 尾崎孝：スティール・ギター
- 大儀見元：パーカッション